# روز مجلس
۱۰ آذرماه سال خورشیدی در ایران، به مناسبت سالروز کشته شدن سید حسن مدرس به‌عنوان روز مجلس شورای اسلامی نامگذاری شده است. سیدحسن مدرس زاده ۱۲۴۹، سیاست‌مدار و روحانی شیعه ایرانی بود که در شب ۱۰ آذر ۱۳۱۶ توسط عوامل رضاشاه کشته شد و طبق مصوبه شورای فرهنگ عمومی ۱۰آذرماه در تقویم جمهوری اسلامی ایران، به نام روز مجلس خوانده می‌شود.